# 1654
1654 (MDCLIV) je bilo navadno leto, ki se je po gregorijanskem koledarju začelo na četrtek, po 10 dni počasnejšem julijanskem koledarju pa na nedeljo.

## Dogodki
- 1. januar

## Rojstva
- 27. december - Jakob Bernoulli I., švicarski matematik († 1705)

Neznan datum
- Danilo Apostol, hetman Zaporoške vojske († 1734)

## Smrti
- 12. februar - Andrej Kobav, slovenski jezuit, teolog, matematik (* 1593)
- 9. april - Matej Basarab, vlaški knez (*  1580)
- 10. julij - Islam III. Geraj, kan Krimskega kanata (*  1604)